# 엑스맨 vs. 스트리트 파이터
《엑스맨 vs. 스트리트 파이터》는 캡콤이 제작한 1996년 크로스오버 대전 격투 게임이다. 캡콤이 마블 코믹스를 기반으로 제작했던 《엑스맨: 칠드런 오브 디 아톰》과 《마블 슈퍼 히어로즈》 이후 세 번째로 제작한 마블 격투 게임으로, 이후 《마블 vs. 캡콤》 시리즈의 시초가 된 첫 번째 작품이다. 마블의 《엑스맨》과 캡콤의 《스트리트 파이터》 시리즈의 등장인물들이 모두 플레이어 캐릭터로 출연한다.
《엑스맨 vs. 스트리트 파이터》는 게임플레이 상으로 캡콤의 이전작 《엑스맨: 칠드런 오브 디 아톰》과 《마블 슈퍼 히어로즈》와 유사하나, 가장 큰 차이점은 플레이어가 2명을 선택하는 태그 팀 시스템을 차용한 것이다. 플레이어 캐릭터는 대전 중에 실시간으로 교대할 수 있다.
출시 직후 신속한 대전 플레이와 미려한 그래픽으로 호평을 받았다. 1996년 아케이드로 처음 출시된 후 1997년에 세가 새턴으로, 1998년에는 플레이스테이션으로 이식됐는데, 이중 플레이스테이션판은 기종상 한계로 태그 팀 시스템이 제거돼 부정적인 평가를 받았다. 1997년에 후속작 《마블 슈퍼 히어로즈 vs. 스트리트 파이터》가 발매됐다.

## 반응
일본 잡지 게임 머신의 1996년 11월 1일자에서 《엑스맨 vs. 스트리트 파이터》를 그 해 가장 성공적인 아케이드 게임으로 선정했다.

## 참조
1. ↑  영어: X-Men vs. Street Fighter, 일본어: エックスメン VS. ストリートファイター